# Ahmad Mari
Ahmad Mari, Ahmed Marei, arab. أحمد مرعي, Aḥmad Marʿī(ur. 15 maja 1942, zm. 16 lipca 1995 w Kairze) – egipski aktor filmowy.

## Filmografia
– prawdopodobnie niepełna –
- 1969 − Mumia jako Wannis
- 1970 − Al-Fallah al-fasîh
- 1973 − W pustyni i w puszczy jako Chamis
- 1974 − W pustyni i w puszczy (serial) jako Chamis
- 1976 − Prorok jako Zaid